# Alicja Helmanová
Alicja Helmanová (19. května 1935 – 24. února 2021) byla polská teoretička a historička filmu, esejistka, překladatelka. Zabývala se zejména problematikou sémiotiky filmu.

## Život
Vystudovala hudební vědu na Fakultě dějin na univerzitě ve Varšavě. V letech 1955 až 1973 pracovala na Uměleckém institutu Polské akademie věd ve Varšavě, byla vedoucí katedry filmového a televizního Ústavu literatury a kulturních studií na Slezské univerzitě v Katovicích (1973–1986) a na Katedře filmového a televizního Institutu polské filologie na Jagellonské univerzitě v Krakově (od roku 1986).
Byla členem PAU, Polské sémiotické společnosti, Německé společnosti sémiotických studií, International Association for Semiotic Studies.

## Ocenění
Alicja Helmanová je laureátkou Ceny Bolesława Michałka za nejlepší knihu o filmu roku 2010 za Odcienie czerwieni. O filmowej twórczości Zhanga Yimou.

## Publikace
výběr
- Rola muzyki w filmie (1996)
- O dziele filmowym (1970 i 1981)
- Przedmiot i metody filmoznawstwa (1985)
- Film faktów i film fikcji (1977)
- Historia semiotyki filmu (1993)
- Twórcza zdrada. Filmowe adaptacje literatury (1998)
- Urok zmierzchu. Filmy Luchina Viscontiego (2001)
- Podstawy wiedzy o filmie (2008)
- Historia myśli filmowej. Podręcznik (2008)
- Odcienie czerwieni. O filmowej twórczości Zhanga Yimou (2010)